# Vanstads landskommun
Vanstads landskommun var en tidigare kommun i dåvarande Malmöhus län.

## Administrativ historik
Kommunen bildades i Vanstads socken i Färs härad i Skåne när 1862 års kommunalförordningar trädde i kraft. 
Vid kommunreformen 1952 uppgick kommunen i Östra Färs landskommun som uppgick 1974 i Sjöbo kommun.

## Politik

### Mandatfördelning i Vanstads landskommun 1938-1946
| 8 | 7 | 5 |

| 20 |

| 7 | 8 | 5 |

| 20 |

| 6 | 9 | 5 |

| 20 |